# جيك هويلز
جيك هويلز (بالإنجليزية: Jake Howells)‏ (18 أبريل 1991 في المملكة المتحدة - ) هو لاعب كرة قدم بريطاني في مركز الدفاع. شارك مع منتخب ويلز تحت 21 سنة لكرة القدم ومنتخب إنجلترا لكرة القدم C ‏. أما مع النوادي، فقد لعب مع نادي لوتون تاون ويوفل تاون.

## وصلات خارجية
- جيك هويلز على موقع قاعدة بيانات كرة القدم.إي يو (الإنجليزية)
- جيك هويلز على موقع Soccerbase.com (لاعب) (الإنجليزية)
- جيك هويلز على موقع Soccerway.com (الإنجليزية)